# Dolovi, Podgorica
Dolovi este un sat din municipiul Podgorica, Muntenegru. Conform datelor de la recensământul din 2003, localitatea are 17 locuitori (la recensământul din 1991 erau 26 de locuitori).

## Demografie
În satul Dolovi locuiesc 15 persoane adulte, iar vârsta medie a populației este de 50,7 de ani (43,2 la bărbați și 56,0 la femei). În localitate sunt 5 gospodării, iar numărul mediu de membri în gospodărie este de 3,40.
|  |

| Demografie | Demografie | Demografie |
| An         | Locuitori  | Locuitori  |
| ---------- | ---------- | ---------- |
|            |            |            |
|            |            |            |
|            |            |            |
|            |            |            |
| 1948       | 69         |            |
| 1953       | 81         |            |
| 1961       | 76         |            |
| 1971       | 48         |            |
| 1981       | 29         |            |
| 1991       | 26         | 26         |
| 2003       | 17         | 17         |

| \| Componența etnică conform recensământului din 2003[2] \| Componența etnică conform recensământului din 2003[2] \| Componența etnică conform recensământului din 2003[2] \| Componența etnică conform recensământului din 2003[2] \| Componența etnică conform recensământului din 2003[2] \| \| ----------------------------------------------------- \| ----------------------------------------------------- \| ----------------------------------------------------- \| ----------------------------------------------------- \| ----------------------------------------------------- \| \| \| \| \| \| \| \| Muntenegreni \| Muntenegreni \| \| 17 \| 100% \| \| necunoscută \| necunoscută \| \| 0 \| 0% \| |              |  |    |      |
| Componența etnică conform recensământului din 2003 |              |  |    |      |
| |              |  |    |      |
| Muntenegreni | Muntenegreni |  | 17 | 100% |
| necunoscută | necunoscută  |  | 0  | 0%   |